# ノックス郡 (インディアナ州)
ノックス郡（英: Knox County）は、アメリカ合衆国インディアナ州の南西部に位置する郡である。1790年に北西部領土の郡として設立された2郡の1つである。縮小されて現在の領域となったのは1817年である。2010年国勢調査での人口は38,440人であり、2000年の39,256人から2.1%減少した。郡庁所在地はビンセンズ市（人口18,423人）であり、同郡で人口最大の都市でもある。その他にビックネル市、オークタウン町、ウィートランド町、フリーランドビル町、モンローシティ町がある。

## 歴史
1790年、北西部領土国務長官のウィンスロップ・サージェントが、インディアナ最初の郡としてノックス郡を組織化した。アメリカ独立戦争に従軍し、アメリカ合衆国陸軍長官となったヘンリー・ノックス少将に因んで名付けられた。
ノックス郡ができたのはインディアナ準州が設立される前のことだった。当初は北のカナダまで伸びており、現在のインディアナ州、ミシガン州、イリノイ州、オハイオ州の全部あるいは部分を包含していた。1809年にイリノイ準州が設立されると、ウォバッシュ川より向こうのノックス郡領域がイリノイの領域になった。
ノックス郡の郡区と土地区画の多くはフランス方式で測量されており、これは主要点を抑えない方向にある。ノックス郡とクラーク郡のみがこの方式で測量された。

## 地理
アメリカ合衆国国勢調査局に拠れば、郡域全面積は524.04平方マイル (1,357.3 km2)であり、このうち陸地516.03平方マイル (1,336.5 km2)、水域は8.01平方マイル (20.7 km2)で水域率は1.53%である。

### 主要高規格道路
| - アメリカ国道41号線 - アメリカ国道50号線 - アメリカ国道150号線 | - インディアナ州道58号線 - インディアナ州道59号線 - インディアナ州道61号線 - インディアナ州道67号線 | - インディアナ州道159号線 - インディアナ州道241号線 - インディアナ州道441号線 |

### 隣接する郡
| - サリバン郡 - 北 - グリーン郡 - 北東 - デイビーズ郡 - 東 - パイク郡 - 南東 | - ギブソン郡 - 南 - ウォバッシュ郡 (イリノイ州) - 南西 - ローレンス郡 (イリノイ州) - 西 - クロウフォード郡 (イリノイ州) - 北西 |

### 国立保護地域
- ジョージ・ロジャース・クラーク国立歴史公園

## 気候と気象
近年、郡庁所在地であるビンセンズ市の平均気温は1月の18°F (-8 ℃) から7月の88°F (31 ℃) まで変化している。過去最低気温は1994年1月に記録された-26°F (-32 ℃) であり、過去最高気温は1988年6月に記録された104°F (40 ℃) である。月間降水量は2月の2.51インチ (64 mm) から5月の5.13インチ (130 mm) まで変化している。

## 郡政府
郡政府は憲法による政体であり、インディアナ州憲法とインディアナ州法典によって特別の権力を認められている。

### 郡政委員会
郡政委員会は郡政府の立法府であり、郡の歳出や歳入を管理している。委員は郡内の選挙区から選出され、任期は4年間である。給与、年間予算、特別支出を設定する責任がある。郡レベルで所得税や資産税、消費税、サービス税を課する限定付き権限があるが、所得税と資産税は州の承認を要する。

### 行政委員会
行政委員会は郡政府の行政府である。委員は郡全体を選挙区に選出され、任期は4年間で2年毎に半数が改選される。委員の一人、通常は最も経験のある者が議長になる。行政委員会は郡政委員会が決めた法を実行し、税金を集め、郡政府の日々の機能を管理する責任がある。

### 郡裁判所
郡は幾らかの民事訴訟を扱うことのできる小規模裁判所を維持している。判事は4年間任期で選出され、インディアナ州法廷弁護士協会の会員でなければならない。判事を補助するのがコンスタブルと呼ばれる法執行官であり、やはり4年間任期で選出される。特定の事件における判決に対しては、州レベルの巡回裁判所に控訴できる。

### 郡政府役人
上記以外に、保安官、検視官、監査官、財務官、登記官、測量士および巡回裁判所事務官が選挙で選ばれている。任期は4年間であり、郡政府の異なる部門を監督している。郡政府に選ばれる役人は支持政党を公にすることが求めら、また郡の住人でなければならない。
ノックス郡はアメリカ合衆国下院議員インディアナ州第8選挙区に属している。インディアナ州議会上院では第39および第48選挙区に属しており、下院では第45および第64選挙区に属している

## 人口動態
以下は2000年の国勢調査による人口統計データである。
| 基礎データ - 人口: 39,256人 - 世帯数: 15,552 世帯 - 家族数: 10,139 家族 - 人口密度: 29人/km2（76人/mi2） - 住居数: 17,305軒 - 住居密度: 13軒/km2（34軒/mi2） 人種別人口構成 - 白人: 96.37% - アフリカン・アメリカン: 1.85% - ネイティブ・アメリカン: 0.21% - アジア人: 0.52% - 太平洋諸島系: 0.05% - その他の人種: 0.31% - 混血: 0.69% - ヒスパニック・ラテン系: 0.82% 先祖による構成 - アメリカ人：28.5% - ドイツ系：26.3% - イギリス系：10.1% - アイルランド系：8.2% | 年齢別人口構成 - 18歳未満: 22.9% - 18-24歳: 13.6% - 25-44歳: 25.4% - 45-64歳: 22.7% - 65歳以上: 15.4% - 年齢の中央値: 37歳 - 性比（女性100人あたり男性の人口） - 総人口: 98.5 - 18歳以上: 95.6 世帯と家族（対世帯数） - 18歳未満の子供がいる: 30.0% - 結婚・同居している夫婦: 51.6% - 未婚・離婚・死別女性が世帯主: 10.2% - 非家族世帯: 34.8% - 単身世帯: 29.7% - 65歳以上の老人1人暮らし: 13.3% - 平均構成人数 - 世帯: 2.36人 - 家族: 2.93人 収入と家計 - 収入の中央値 - 世帯: 31,362米ドル - 家族: 41,273米ドル - 性別 - 男性: 30,536米ドル - 女性: 20,916米ドル - 人口1人あたり収入: 16,085米ドル - 貧困線以下 - 対人口: 16.0% - 対家族数: 11.6% - 18歳未満: 19.7% - 65歳以上: 12.4% |

ノックス郡の雇用主は生産性のレベルについて労働者に高い評価をしている。年間の離職率は5％未満であり、月間の欠勤率は0ないし3％である。

## 労働力
2005年、郡内には998の事業所があり、雇用総数は16,240だった。雇用が多いのは教育と健康サービス産業であり（公共、民間を含む）、総雇用数のおよそ34%だった。商業、輸送、公共事業が次のグループであり22％だった。製造業が最も成長しており、2001年以降316人を増やして、ほぼ21%になった。
2005年の全産業平均所得は26,875ドルとなり、2001年の郡の平均より2,824ドル、11.7%上昇した。製造業の平均が33,238ドルで最大であり、2001年から1,695ドル増加した。2001年から2005年の間では、情報部門の増加が6,518ドル、29.7%と最大だった。
ビンセンズ地域は経済が多様化している。2005年、小売業が全20部門の内の最大だった。一人当たり平均賃金は19,743ドルだった。一人当たり収入は1994年から2004年の間で17.9%増加した。製造業は雇用数の8.2%を提供しており、サービス業が急成長している。ノックス郡の画期的なパスウェイズ・プログラムが、訓練度の高く、やる気のある労働力を保証している。ノックス郡は通勤が容易な範囲に潜在的な労働力として30万人を持っている。周辺郡と近く、ビンセンズ地域へのアクセスが容易なので、仕事場から半径50マイル (80 km) 以内にある労働力から定期的に採用している。

## 郡区
ノックス郡は下記10の郡区に分割されている。
| - ブッセロン - デッカー - ハリソン - ジョンソン | - パルミラ - スティーン - ビーゴ | - ビンセンズ - ワシントン - ワイドナー |

## 都市と町
| - ビックネル - ブルースビル - デッカー - エドワーズポート | - フリーランドビル - モンローシティ - オークタウン - サンドボーン | - ビンセンズ - 郡庁所在地 - ウェストファリア - ウィートランド |